# حياة باي
حياة باي (بالإنجليزية: Life of Pi) هي رواية مغامرات خيالية للمؤلف الكندي يان مارتل. استوحى مارتل القصة من صديقة طفولته إليانور ومغامرتها في الهند. وتحكي الرواية قصة فتى هندي من بونديشيري يدعى «باي» موليتور باتل حيث يعايش قضايا روحانية وعملية في سن صغيرة. يبقى باي على قيد الحياة لمدة 277 يوماً بعد غرق السفينة، وتتقطع به الأسباب على متن قارب في المحيط الهادي. ويأتي مارتل على ذكر الطقوس والروتين اليومي كثيراً خلال الرواية إلى جانب القصص. وتجسد هذه الطقوس والعادات الأفكار التجريدية والعواطف، أو بعبارة أخرى الطقوس والروتين هي شكل بديل للقصص، فالروتين اليومي والقصص هي ما أبقت باي عاقلاً.
نشرت دار كنوبف كندا الرواية أول مرة في سبتمبر 2001، وحازت النسخة البريطانية منها على جائزة مان بوكر للرواية في السنة التالية، وحازت الرواية أيضاً على جائزة بويك وهي جائزة للروايات في جنوب أفريقيا.

## ملخص الرواية
تتكون الرواية من ثلاثة أجزاء. يتحدث الجزء الأول عن الشخصية الأساسية باي البالغ حيث تعود به ذكرياته إلى الطفولة، وكيف سُمي بيسين موليتور باتل على اسم بركة سباحة، وكيف غير اسمه إلى باي عندما التحق بالمدرسة الثانوية، وكيف ولد هندوسي ومن ثم اضاف عليها المسيحية والإسلام عندما التقى بإمام وقس، وبدأ في اتباع الأديان الثلاثة معاً محاولاً معرفة الله وفهم كل دين بذاته وإدراك فوائد كلاً منها. وتقرر عائلته الانتقال إلى كندا بعد أن حصلوا على عرض لنقل حديقة الحيوان الخاصة بهم إلى هناك.
تسوء أحداث الرواية في الجزء الثاني عندما تغرق السفينة وينتهي المطاف بباي على قارب نجاة صغير في عرض المحيط وبصحبة نمر وضبع وحمار وحشي وإنسان الغاب، وسرعان ما لا يتبقى من كل هؤلاء إلا اثنين. لم يكن هناك إلا القليل من الماء والطعام، فيبدأ باي بالصيد للحصول على طعام له وللنمر، فهو لا يريد أن يموت هذا الأخير حتى لا يبقى وحيداً في المحيط، فالبقاء وحيداً أسوء بكثير من البقاء على قارب ضال في عرض المحيط مع نمر يزن 450 رطل. وبعلم باي كونه ابن صاحب حديقة حيوان أن النمر لن يهاجمه لأنه يعتقد أنه أليف. وتمضي 227 يوماً يتمكن فيها باي البقاء على قيد الحياة عاش بعضها في وهم وأغلبها في جوع وعطش. ويصل قارب النجاة بعد 227 يوماً إلى ساحل المكسيك.
الجزء الثالث من الرواية عبارة عن محادثة بين شخصين من البحرية اليابانية يريدان معرفة ما حدث للسفينة وكيف نجى باي وطلبا منه أن يروي لهما قصة ما حدث. عندما ينتهي باي من رواية ما حدث لا يصدق الرجلان روايته، فيخبرهم برواية أخرى يكون فيها أورانغوتان أمه، والضبع طباخ جزار يقتل أمه ويأكل البحار الذي يمثل الحمار الوحشي ذو الرجل المكسورة، أما النمر فهو باي بذاته. كل ما حدث للحيوانات يحدث الآن للناس وكل شيء يبدو منطقياً بعد أن كان غير ذلك في الرواية الأولى.
يسأل باي الرجلين أي من القصتين يفضلان وأيتهما أفضل، بما أنهما لا يهتمان بأيهما الحقيقية، فيجيبان بأنهما يفضلان قصة الحيوانات. يشكرهما باي ويقول أن هذا ينطبق على آلهتهم كذلك.

## منشأ الرواية
كشف مارتل عن ما ألهمه ودفعه إلى كتابة الرواية في مقابلة تلفزيونية في 11 نوفمبر 2002، وقال" "كنت نوعاً ما أبحث عن قصة من شأنها أن توجه حياتي." وتحدث مارتل عن وحدته وحاجته إلى توجيه حياته، فكانت هذه الرواية اتجاه وهدف حياته.

## شخصيات الرواية

### بيسين موليتور باتل

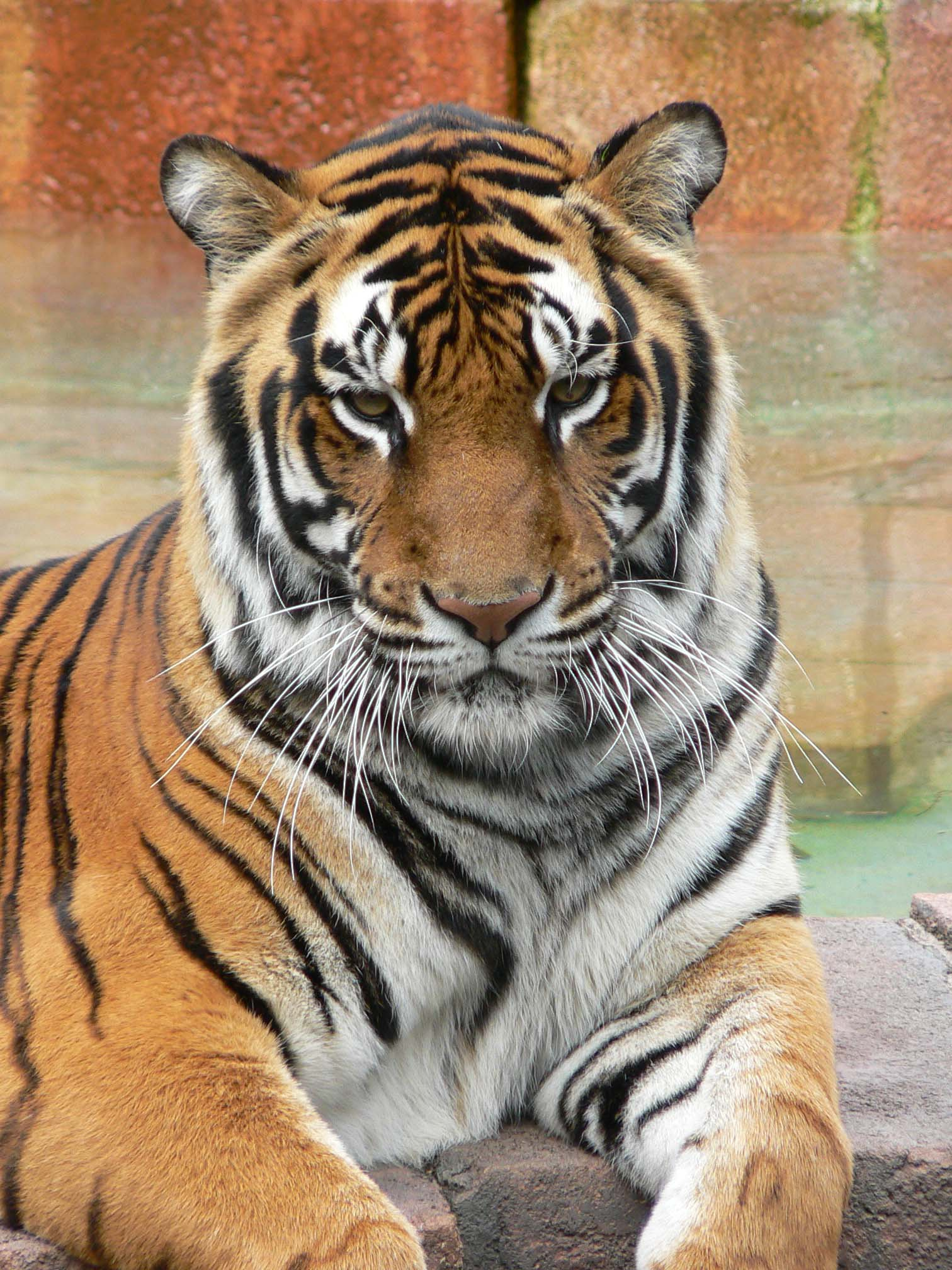
ببر بنغالي

بيسين موليتور «باي» باتل هو الشخصية الرئيسية وراوي القصة. سُمي باي على اسم بركة سباحة بالرغم من أنه لم يكن أياً من والديه يحب السباحة. ويحكي باي كبير السن الذي يعيش في كندا الآن قصته وهو ابن السادسة عشر، فيروي قصة حياته ورحلة ال227 يوماً في قارب نجاة عندما تغرق السفينة في منتصف المحيط الهادي خلال رحلة إلى وينيبيغ.

### ريتشارد باركر
ريتشار باركر هو نمر البنغال الذي بقي على قارب النجاة مع باي باتل عندما غرقت السفينة. وأطلق باي على النمر اسم ريتشارد باركر، وهو اسم شخصية في قصة «أرثر جوردن بيم من نانتكوت» لإدغار آلن بو (1838). ويحكي الكتاب قصة أربع رجال غرقت سفينتهم، وبعد أن بلغ منهم الجوع كل مبلغ، قرروا أن يسحب كل منهم قشة ومن يسحب أفصر قشة سيقتلونه ليأكله الآخرون للبقاء على قيد الحياة. سحب ريتشارد باركر بحار المتمردين القشة القصيرة وتم أكله.
لم تكن قصص أكل لحوم البشر من قبل البحارة عند غرق السفينة غير مألوفة في القرن التاسع عشر. فعلى سبيل المثال تحطمت سفينة فرانسيس في ديسمبر 1835 في شمال المحيط الأطلسي، ومن المعروف أن بعض الناجون عاشوا على أكل لحوم البشر، وفي يناير 1846 لقى رجل يدعى ريتشارد باركر حتفه عندما غرقت السفينة.
في عام 1884 بعد 46 سنة نُشرت رواية بو التي تعكس الكثير من الشبه مع قصة غرق تلك السفينة. بعد غرق يخت مينيونيت في طريقه إلى أستراليا تقطعت السبل بالقبطان توم دادلي وثلاثة من البحارة في زورق في المحيط الهادي. وظنوا أن لا مناص لهم إلا أن يأكل لحم أحدهم حتى يستطيع الأخرون أن ينجوا. وكان الضحية صبي في السابعة عشر من عمره يدعى ريتشارد باركر.
قال مارتل بعد أن قرأ عن الكثير من هذه الأحداث: «وجود الكثير مثل ريتشارد باركر يجب أن يعني شيء ما.»

## اقتباسات
- أرض المعركة الأساسية من أجل الخير ليست في المجال العام المفتوح، لكن في تلك الفسحة الصغيرة داخل كل قلب بشري
- صحيح أن من نلتقيهم يمكن أن يغيروننا، وأحياناً يكون التغيير عميقاً إلى حد لا نعود الأشخاص أنفسهم بعد ذلك، وقد يشمل التغيير أسماءنا
- حين تقاتلنا الحيوانات البرية فهذا نابع من يأسها المطلق.

تقاتل حين تشعر أنه ليس هناك طريقة أخرى، أن القتال هو الملاذ الأخير

## النسخة المصورة
أُقيمت مسابقة عالمية في أكتوبر من عام 2005 لاختيار فنان لعمل رسم تصويري لرواية حياة باي. قام بالإشراف على المسابقة كلاً من دار النشر الاسكتلندية كانون جبيت بوكس وصحيفة التايمز البريطانية وصحيفة ذا آيج الأسترالية وصحيفة ذا جلوب آند ميل الكندية. ووقع الاختيار على الرسام الكرواتي توميسلاي تورجانك لرسم النسخة التصويرية التي تم نشرها في سبتمبر من عام 2007.

## اتهام بالسرقة الأدبية
قال الكاتب البرازيلي موكير سلير أنه كان يفكر في اتخاذ اجراءات قانونية ضد مارتل بتهمة السرقة الأدبية عندما حاز الأحير على جائزة البوكر عام 2002. رأى سلير أن هناك تشابه كبير بين رواية حياة باي وبين روايته ماكس والقطط التي صدرت باللغة البرتغالية في البرازيل عام 1981، وباللغة الاتجليزية عام 1990. وتحكي رواية سلير قصة لاجئ ألماني يهودي عبر المحيط الأطلسي في قارب يتقاسمه مع فهد. وقال سلير أنه أصيب بالحيرة عندما استخدم مارتل ذات الفكرة بدون أن يستشيره أو حتى يخبره، لكنه تراجع عن متابعة الإجراء القانوني عندما تحدث مع مارتل.
وقال مارتل أنه لم يقرأ كتاب سلير، غير أنه قرأ مراجعة للكتاب قبل سنوات عديدة من كتابته لحياة باي، وأضاف في ملاحظات الكاتب في الرواية أهداء لسلير لإلهامه بالفكرة.

## وصلات خارجية
- حياة باي على موقع الموسوعة البريطانية (الإنجليزية)
- رواية: حياة باي – يان مارتل نادي اقرأ.
- آراء القراء حول رواية حياة باي  على موقع أبجد
- تحميل رواية حياة باي